# Wasilij Szarapow
Wasilij Andriejewicz Szarapow (ros. Васи́лий Андре́евич Шара́пов, ur. w kwietniu 1905 w Nowonikołajewsku (obecnie Nowosybirsk), zm. 1952) – radziecki działacz państwowy i partyjny.

## Życiorys
W 1921 został sekretarzem odpowiedzialnym gubernialnego związku budowlańców, potem sekretarzem odpowiedzialnym Syberyjskiego Krajowego Związku Budowlańców, od 1923 należał do RKP(b), 1925-1927 był sekretarzem komitetu RKP(b)/WKP(b) okręgowego związku spółdzielni spożywców. W latach 1927–1930 studiował w Swierdłowskim Uniwersytecie Komunistycznym, 1930-1931 kierował grupą propagandową KC WKP(b) w obwodzie uralskim i Kraju Wschodniosyberyjskim, od 1931 do października 1933 kierował sekcją i wydziałem Nowosybirskiego Wieczorowego Uniwersytetu Komunistycznego im. Dzierżyńskiego. Od października 1933 do 1935 był szefem Wydziału Politycznego Stanicy Maszynowo-Traktorowej w Kraju Zachodniosyberyjskim, od 1935 do marca 1938 I sekretarzem rejonowego komitetu WKP(b) w Kraju Zachodniosyberyjskim/obwodzie nowosybirskim, od marca do lipca 1938 I sekretarzem Narymskiego Komitetu Okręgowego WKP(b), a od 9 lipca 1938 do 28 stycznia 1940 II sekretarzem Komitetu Obwodowego WKP(b) w Nowosybirsku. Od 11 stycznia do 25 maja 1940 był przewodniczącym Komitetu Wykonawczego Nowosybirskiej Rady Obwodowej, 1940-1945 zastępcą ludowego komisarza zapasów ZSRR, od 13 marca 1945 do sierpnia 1947 I sekretarzem Komitetu Obwodowego WKP(b) w Kurganie, 1947-1948 dyrektorem trustu stadnin w Ałma-Acie, a 1948-1952 dyrektorem Kazachstańskiego Trustu Stadnin Konnych Ministerstwa Gospodarki Rolnej ZSRR. Został odznaczony Orderem Wojny Ojczyźnianej I klasy.